# Кригоруб

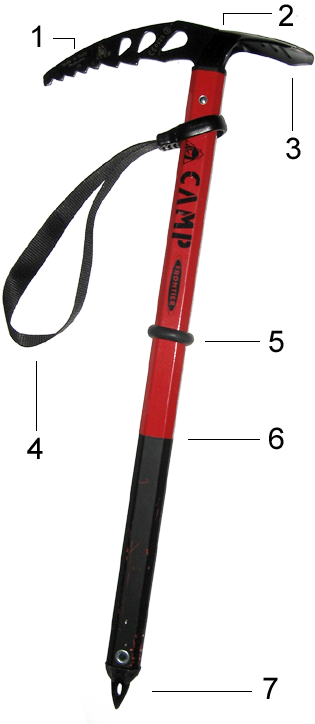
1 — дзьоб; 2 — головка; 3 — лопатка; 4 — темляк; 5 — обмежувач ходу темляка; 6 — рукоятка (держак); 7 — штичок

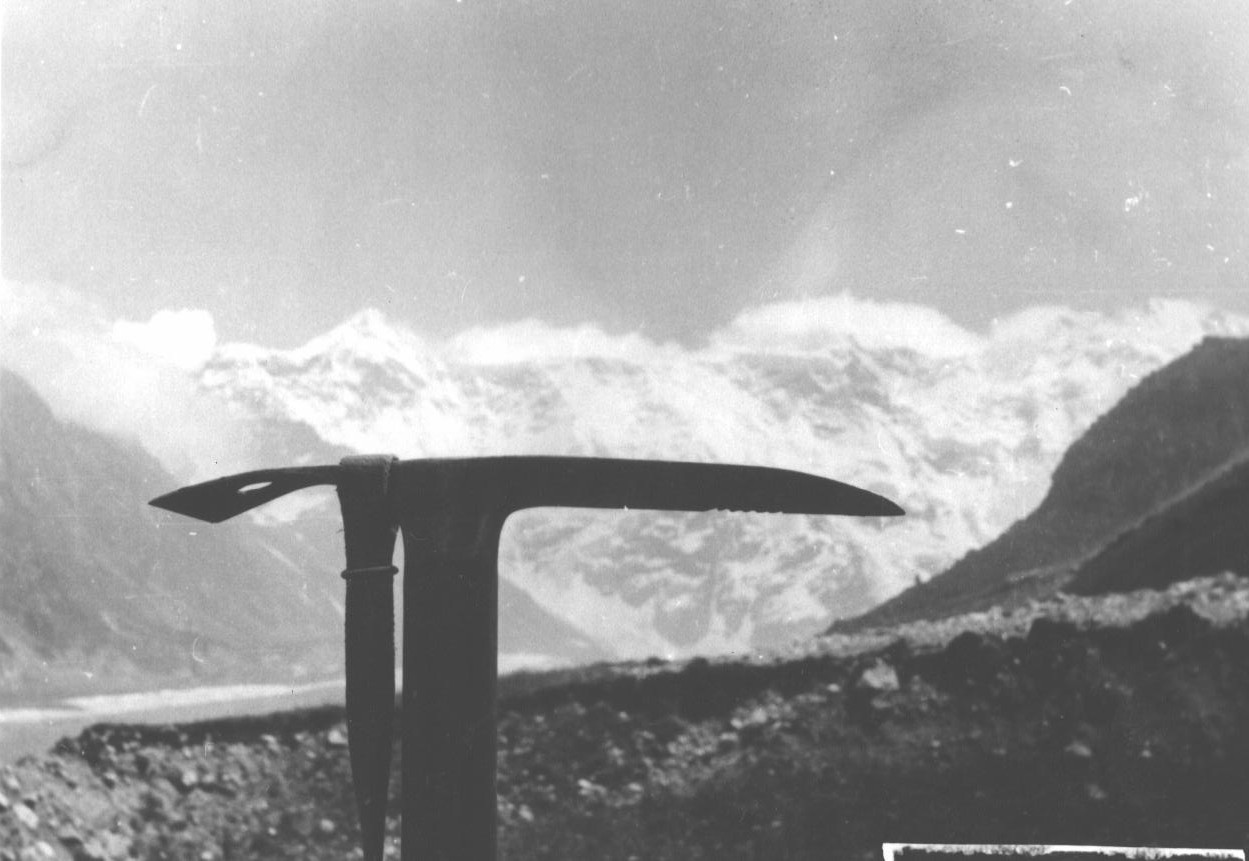
Льодоруб. На задньому плані — Безенгійська стіна.

Кригору́б, або льодору́б — невелика сокира, якою користуються альпіністи під час підняття на гори для прокладання дороги на льдовикових та інших крижаних, а також снігових і осипних схилах, організації страховки і самостраховки на цих видах рельєфу.

## Основні частини і використання

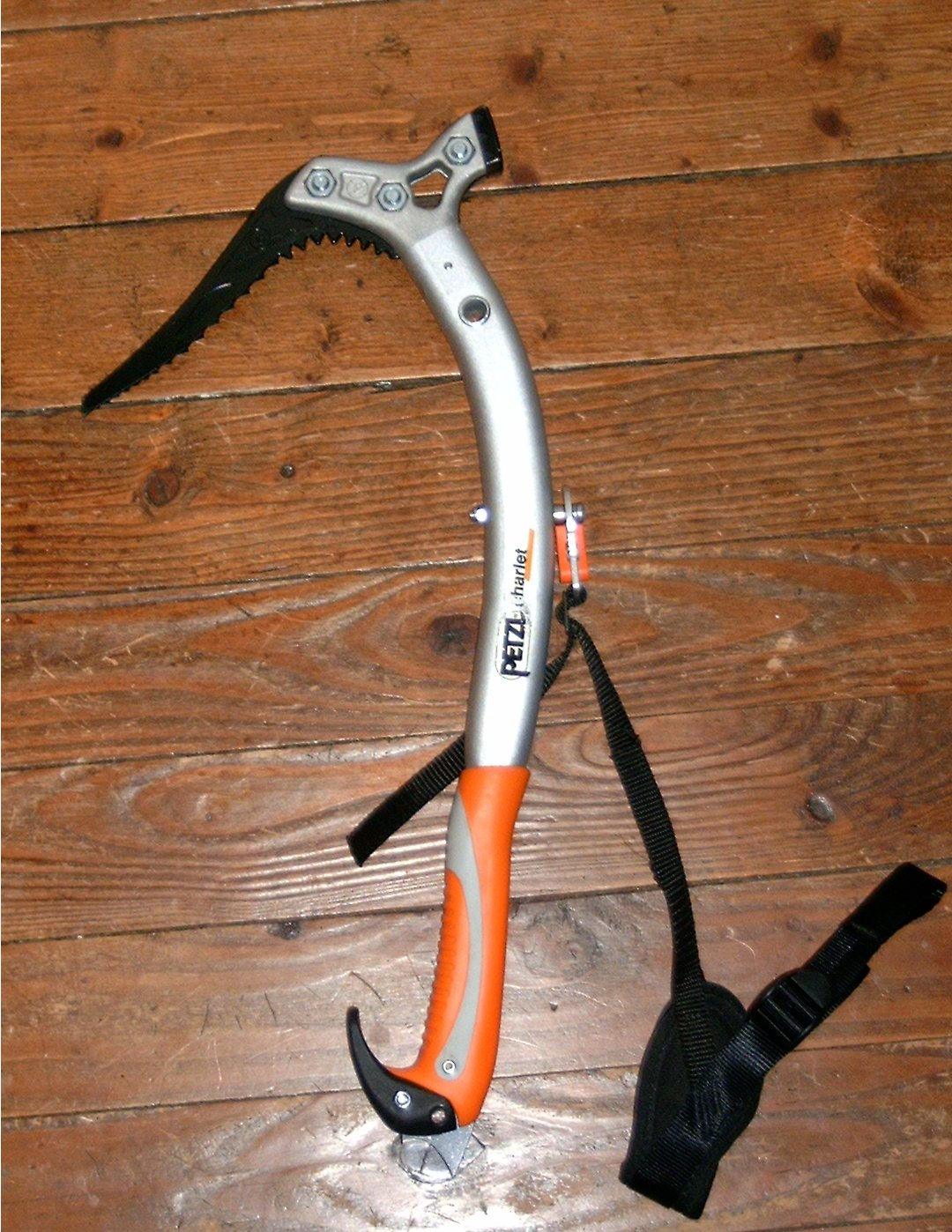
Льодовий інструмент

Кригоруб нагадує за зовнішнім виглядом кирку, він складається з голівки, штичка і рукоятки. Головка має також дзьоб і лопатку. Для зручності використання до кригоруба пристібається темляк — петля, яка одягається на руку або кріпиться до самостраховки.
Класичний кригоруб, крім використання як засобу самостраховки, активно застосовувався спортсменами в першій половині XX століття для рубки ступенів в льоду при підйомі по крутих схилах. Сходи рубалися дзьобом (який був майже прямий), а вирівнювання їх здійснювалося лопаткою кригоруба.

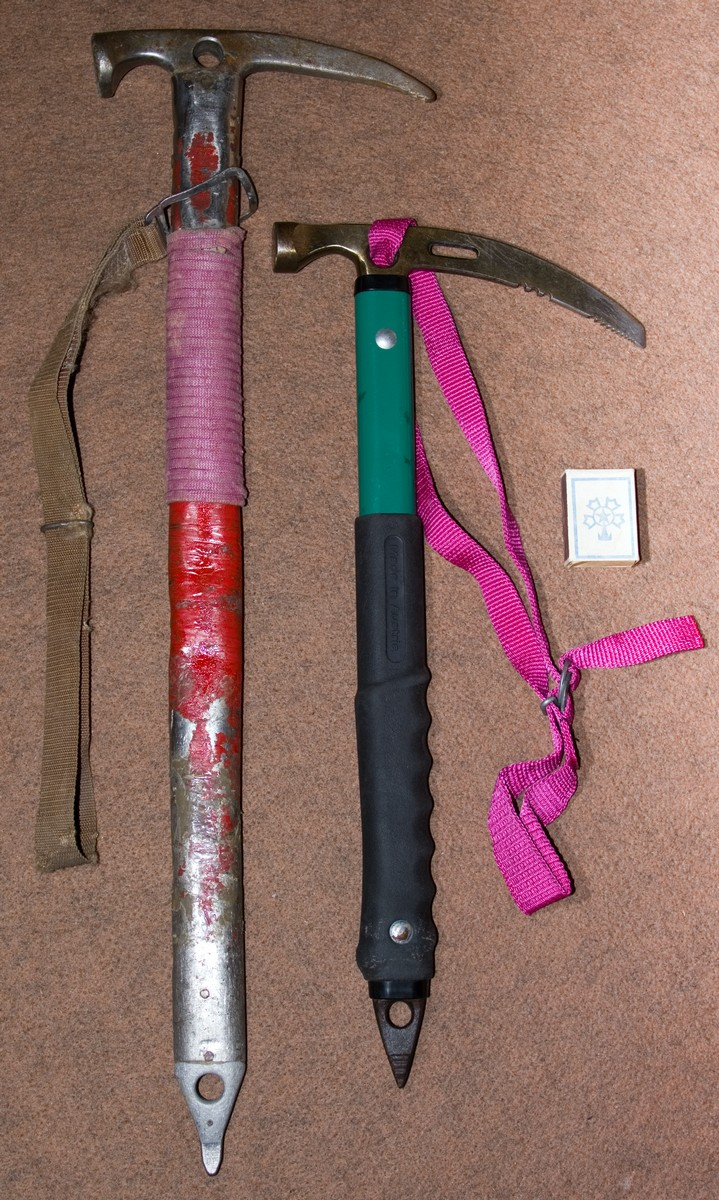
Зліва направо: айсбайль старого типу та сучасний

З появою жорстких платформних кішок техніка пересування по льодових схилах змінилася і тепер льодоруб використовується, в першу чергу, як засіб самостраховки.
Для організації точок страховки на снігу і фірні застосовується прийом забивання рукоятки кригоруба в сніг на всю довжину (на пухкому снігу кригоруб може закопуватися в сніг горизонтально для забезпечення більшої надійності. У цьому випадку страхувальна мотузка кріпиться до середини держака). Самостраховка на таких схилах здійснюється штичком кригоруба (опорою на кригоруб).
На крутих крижаних і жорстких фірнових схилах, в які важко (або неможливо) забити рукоятку, самостраховка здійснюється за допомогою дзьоба льодоруба.
Кригоруби можуть сильно відрізнятися по конструкції, що зумовлено різними умовами застосування. На простих маршрутах (як правило, до категорії 3Б включно) використовують льодоруби з прямим держаком, тому що його легко вбити в сніг для організації страховки. На складніших маршрутах, де зустрічаються довгі ділянки льоду крутизною 50° і більше, а також для криголазіння використовують інструмент із зігнутим держаком і дзьобом або бойком складнішої конструкції — криговий інструмент (від ice tool), в тому числі, зі змінною робочою частиною).

## Айсбайль
Айсбайль (від нім. Eisbeil) — схожий за призначенням з кригорубом інструмент. Айсбайль відрізняється від кригоруба тим, що на його голівці замість лопатки є бойок, що дозволяє використовувати його при необхідності для забивання гаків замість скельного молотка.

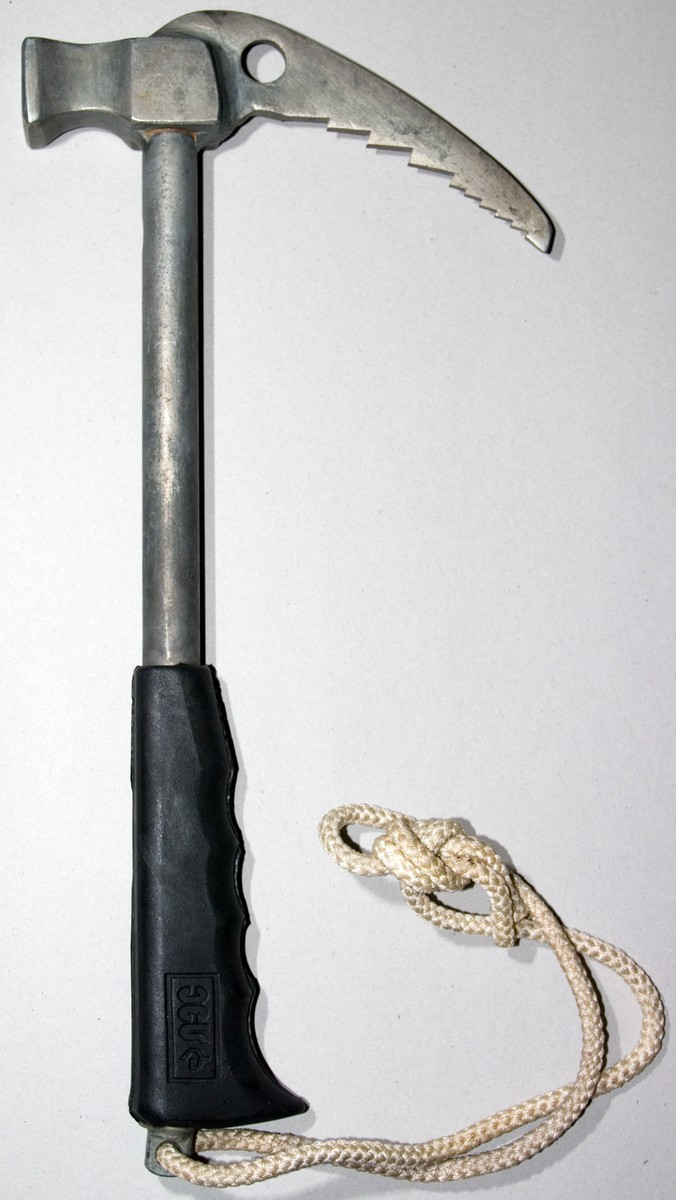
Льодовий молоток

Від льодового молотка айсбайль відрізняє менший вигин дзьоба, велика довжина рукоятки і наявність штичка.

## Інші інструменти для колоття льоду

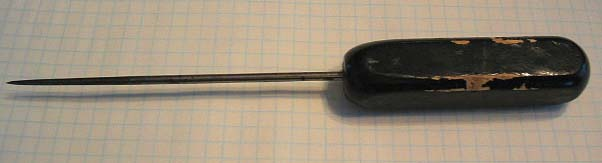
Ніж для льоду

Окрім кригорубів, використовуваних в альпінізмі, існують ще й пристосування для колки побутової криги (наприклад, використовуваного для приготування спиртних напоїв — коктейлів тощо), іноді помилково звані кригорубами (правильна назва — ніж для колоття кризі, англ. ice pick).

## Інтернет-ресурси
- Ice Axe Buying Advice
- Ice Axe for Mountaineering
- GoXplore Guides article on the Ice Axe